# Nefes – Der Atemzug
Nefes – Der Atemzug (Originaltitel: Nefes: Vatan Sağolsun) ist ein Kriegsfilm des türkischen Regisseurs Levent Semerci aus dem Jahr 2009. Das Budget betrug etwa zwei Millionen Dollar.

## Handlung
Nefes ist die Geschichte einer türkischen Militäreinheit, die in der Nähe der irakischen Grenze auf dem 2365 Meter hohen Berg Karabal stationiert ist. Sie handelt von einer kleinen Einheit von 40 türkischen Soldaten in einer abgelegenen Station im Südosten der Türkei in den ersten Jahren der 1990er Jahre in einem Zustand des fast sicheren Todes, während der gewalttätigsten Zeiten im Konflikt zwischen der türkischen Armee und der Terrororganisation PKK.
Der Film beginnt damit, dass ein Militärhubschrauber nach einem Feuergefecht an der Karabal-Militärstation Hilfe leistet. Der Film wechselt dann zur Rückblende in den Winter, als Kommandant Mete (Mete Horozoğlu) zusammen mit seinen 40 Männern zur Karabal-Militärstation kommt, um den sogenannten Doktor, einen Führer der PKK, zu bändigen. Unterwegs werden zwei seiner Soldaten von einem Scharfschützen getötet, der mit einem Dragunow-Scharfschützengewehr ausgerüstet ist. Als er den Kontrollpunkt erreicht, führt er die Soldaten vor und schüchtert sie ein, weil sie sich nicht an die richtigen Regeln halten.
Die Soldaten beginnen mit der Wartung der Station und schaffen einen Beobachtungsposten. Inzwischen sprechen sie auch miteinander über ihre Familien und wie schwer es ist, an einem solchen Ort Soldat zu sein. Als Kommandant Mete eines Tages mit seiner Frau Zeynep (Birce Akalay) über Funk spricht, fängt der Doktor den Funkruf ab und droht ihm, dass sie alle sterben werden. Mete befiehlt seinem Stellvertreter Barış (Barış Bağcı), strengere Patrouillen in der Umgebung des Checkpoints zu starten. Bei einer solchen Patrouille überfallen sie eine Gruppe Terroristen, töten einige und verwunden dabei eine Frau. Kommandant Mete befiehlt Barış, sie zum Checkpoint zu bringen, wo sie vom Sanitäter behandelt wird, aber der Kommandant versucht, sie zu erwürgen, während er den Fernseher einschaltet, um den Arzt zu verärgern. Später ruft Mete einen Helikopter und schickt sie ins Krankenhaus der Basis.
Der Doktor fängt dann den Funk erneut ab und erklärt, dass er bald angreifen wird. Monate vergehen und eines Nachts ruft ein Soldat seine Braut an, um ihr zum Geburtstag zu gratulieren. Während des Anrufs greifen die Terroristen mit Artillerie und schweren Geschützen an. Im folgenden Kampf werden viele von beiden Seiten getötet. Barış täuscht zusammen mit drei Soldaten einen Rückzug vor, während der Kommandant Mete schwer verwundet wird. Der Doktor, der alle Soldaten tot sieht, tritt ein und tötet den Kommandanten, wird aber von dem Soldaten Turgay getötet, der verwundet, aber nicht tot ist. Barış beschießt die restlichen Terroristen von einem höheren Punkt aus mit Kugeln, tötet sie und sichert so den Kontrollposten. Der Hubschrauber vom Start weg kommt und nimmt die toten Soldaten und den verwundeten Turgay mit. Der Tod von Kommandant Mete wird Zeynep in Istanbul mitgeteilt.
Der Film endet damit, dass eine weitere Militärabteilung zur Karabal-Militärstation geschickt wird.

## Erfolg
Der Film war in der Türkei sehr erfolgreich. Er war vier Wochen lang an der Spitze der türkischen Boxoffice und spielte weltweit 14.727.335 Dollar ein.

## Auszeichnung
3. Yeşilçam Ödülleri
Gewonnen:
- Bester Film (Levent Semerci)
- Bester Erstfilm (Levent Semerci)

Nominiert:
- Bester Regisseur (Levent Semerci)
- Bester Hauptdarsteller (Mete Horozoğlu)
- Beste Kamera (Levent Semerci), (Vedat Özdemir)
- Bestes Drehbuch (Hakan Evrensel), (Mehmet İlker Altınay), (Levent Semerci)

17. Adana Altın Koza Film Festival
Gewonnen:
- Bester Regisseur (Levent Semerci)
- Publikumspreis